# Craeybeckxtunnel

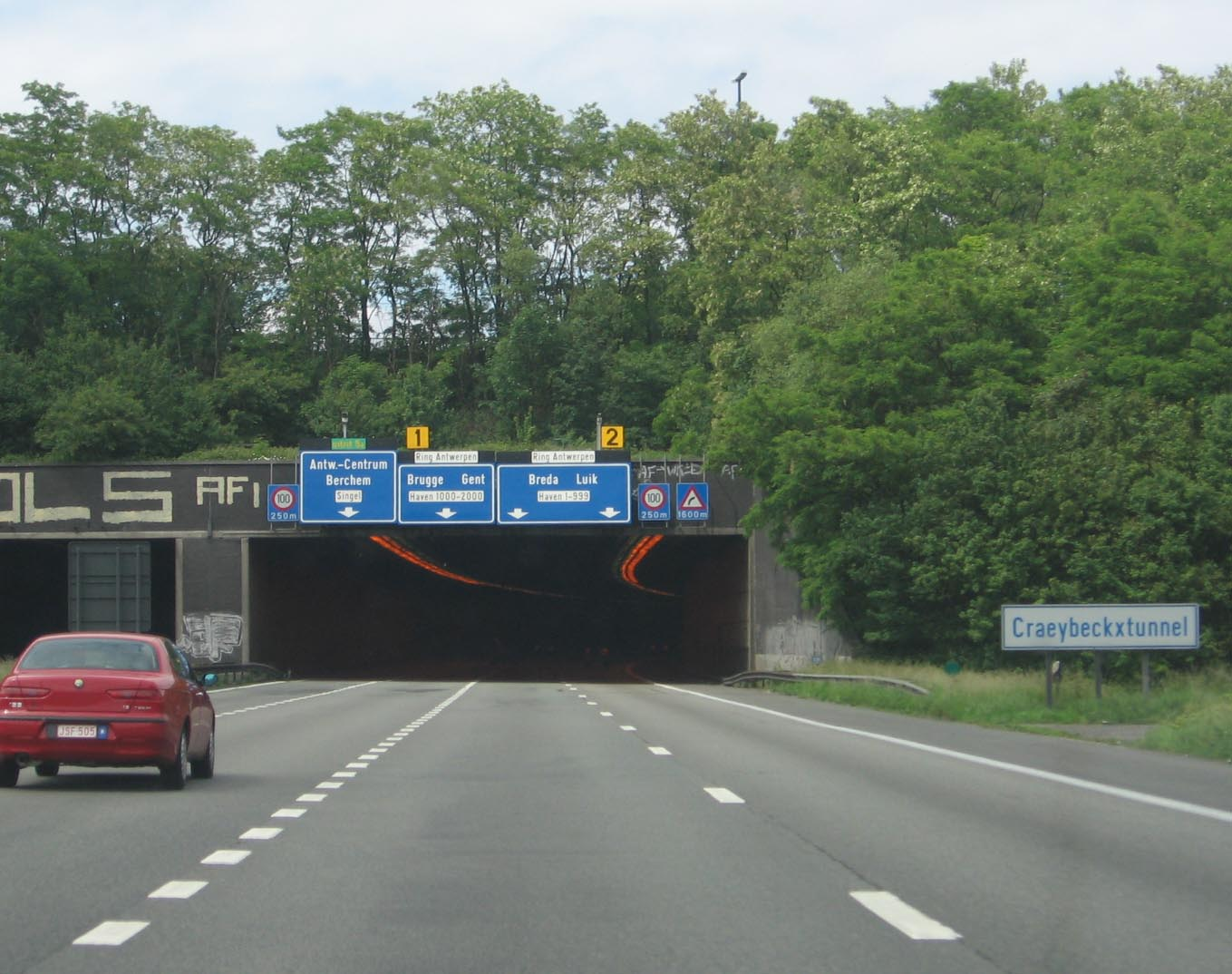
Das südliche Tunnelportal

Der Craeybeckxtunnel ist ein Autobahntunnel im Süden der belgischen Stadt Antwerpen. Der Tunnel, bei dem es sich eher um eine Einhausung handelt, hat eine Länge von 1.600 Metern. Er wurde errichtet, um das Waldgebiet und insbesondere das in unmittelbarer Nähe gelegene Krankenhaus vor dem Lärm des zunehmenden Autoverkehrs zu schützen. Der Tunnel ist Teil der A1, die von Brüssel über Antwerpen weiter in die Niederlande verläuft. Am nördlichen Tunnelportal kreuzt die A1 den Antwerpener Autobahnring R1, von dem fast jede Stadt in Belgien über Autobahnen erreichbar ist. Er wurde dem Straßenverkehr 1981 übergeben. Der Tunnel besteht aus zwei Röhren, die jeweils vier Fahrspuren und einen Seitenstreife beherbergen.
Benannt ist der Tunnel nach Lode Craeybeckx, der von 1947 bis 1976 Bürgermeister von Antwerpen war.
Koordinaten: 51° 11′ 0″ N, 4° 25′ 0″ O